# Hans Hagerup Krag
Hans Hagerup Krag, född 29 augusti 1829 i Grong, död 8 maj 1907 i Kristiania, var en norsk ingenjör. Han var son till Hans Peter Schnitler Krag samt bror till Peter Rasmus och Ole Herman Krag.
Krag blev officer 1852, tog som artillerikapten avsked 1866 och blev byråchef i vägstyrelsen och var 1874–1904 direktör Statens vegvesen. Han har förtjänsten av de betydelsefulla vägförbindelserna mellan Gudbrandsdalen, Sogn og Fjordane fylke och Møre og Romsdal fylke. Han efterträddes av Johan Skougaard.
Krag deltog 1868 i upprättandet av Den Norske Turistforening och tog initiativet till anläggningarna på Holmenkollen och Voksenkollen vid Oslo. Hans staty (av Gustav Lærum) restes på Voksenkollen 1909.